# Восточный Ачех
Восточный Ачех (индон. Aceh Timur) — округ в провинции Ачех. Административный центр — город Иди Райёк.

## История
Долгое время округ был одной из основных зон действия движения Свободный Ачех.

## Население
Согласно переписи 2008 года, на территории округа проживало 352 927 человек.

## Экономика
На территории округа имеются богатые месторождения нефти, добываются железо и свинец. Развиты рыболовство и пищевая промышленность. Имеются пальмовые и каучуковые плантации, выращивается какао.

## Административное деление
Округ Восточный Ачех делится на следующие районы:
- Банда-Алам
- Бирем-Байён
- Даруль-Аман
- Иди-Райёк
- Иди-Тунонг
- Индра-Макмур
- Джулок
- Мадат
- Нуруссалам
- Панте-Бидари
- Пёдава
- Пёрёлак
- Западный Пёрёлак
- Восточный Пёрёлак
- Рантау-Селамат
- Ранто-Пёрёлак
- Сербаджади
- Симпанг-Джемих
- Симпанг-Улим
- Сунгай-Рая
- Даруль-Иксан